# Випадкова жнива
«Випадкова жнива» (англ. Random Harvest) — американська мелодрама Мервіна Лероя 1942 року.

## Сюжет
Дія відбувається в Англії, де ветеран Другої Світової війни Чарльз Райнер лежить у госпіталі після контузії від вибуху снаряда. У цьому бою він втратив пам'ять. Коли укладається мир, Чарльз виходить з лікарні й безцільно бродить серед радісного святкування і знайомиться з Полою Рідгеуей, яка забирає його в село…

## У ролях
- Рональд Колман — Чарльз Райнер
- Грір Гарсон — Пола Рідгеуей
- Філіп Дорн — доктор Джонатан Бенет
- Сьюзен Пітерс — Кітті
- Генрі Треверс — доктор Сімс
- Реджинальд Оуен — «Стейк»
- Бремуелл Флетчер — Гаррісон
- Різ Вільямс — Сем
- Уна О'Коннор — торговець тютюновими виробами
- Обрі Метер — Шелдон
- Маргарет Вічерлі — місис Девентер
- Артур Маргетсон — Четвінд
- Мелвілл Купер — Георг
- Алан Напьє — Джуліан
- Джилл Есмонд — Лідія
- Марта Лінден — Джилл
- Енн Річардс — Бріджет
- Норма Варден — Джулія
- Девід Кавендіш — Генрі Чілкет
- Іван Ф. Сімпсон — вікарій
- Марі Де Бекер — дружина вікарія
- Чарльз Валдрон — містер Ллойд
- Елізабет Рісдон — місис Ллойд